# SETI@home

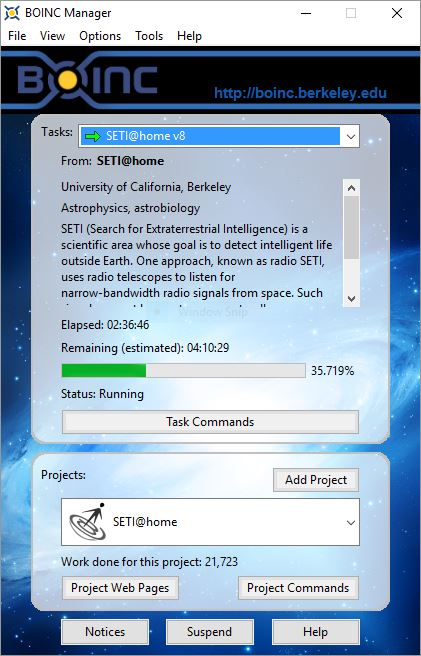
Interfața BOINC SETI@home

SETI@home (prescurtare de la „SETI la domiciliu”), este un proiect de calcul distribuit pentru căutarea dovezilor vieții extraterestre. Face parte din SETI (Search for Extraterrestrial Intelligence – Căutarea de Inteligență Extraterestră), un domeniu științific al cărui obiectiv este de a detecta viață inteligentă în afara Terrei. Este găzduit de laboratorul de științe spațiale de la Universitatea Berkeley din California, și este disponibil publicului începând cu 17 mai 1991.
SETI@home folosește calculatoarele a mii de utilizatori conectate prin internet, pentru a procesa digital datele. Toate aceste calculatoare, funcționează ca un supercomputer virtual. Cu acest supercalculator virtual s-a captat semnalul SHGb02+14a.
Proiectul SETI@home a fost organizat de David Gedye în 1995, cu sprijinul Universității din California, care a propus folosirea unui supercomputer virtual compus dintr-un număr mare de calculatoare conectate la Internet. 
Pentru a participa în acest proiect, trebuie să se descarce pe un PC, software-ul BOINC, un program specializat multiplatform care face efectiv prelucrarea datelor.

## Funcționare
SETI@home folosește radiotelescopul Arecibo, din Puerto Rico, pe care este implementat  SERENDIP, o tehnică pentru piggybacking a antenei secundare. 
Cînd antena principală urmărește un punct fix pe cer, antena secundară traversează un arc de cerc care acoperă banda întreagă de cer vizibilă spre telescop. 
Datele semnalului captat sunt divizate în unități de lucru de dimensiuni fixe care sunt distribuite, prin intermediul Internetului, în programul client care rulează pe mai multe calculatoare. Programul client calculează rezultatul, se întoarce la server, și devine o altă unitate de lucru. Nu există nici o comunicare între clienți. SETI@home produce calculul redundant, fiecare unitate de lucru este procesată de mai multe ori. Sarcina de creare și distribuire a unităților de muncă se face de către un complex de server-uri situat în laboratorul universității Berkeley. 
Unitățile de lucru sunt formate prin împărțirea semnalului de 2.5 MHz în benzi cu frecvența 256, fiecare de aproximativ 10 KHz. Fiecare bandă este apoi împărțită în segmente de 107 secunde, suprapuse în timp de 20 de secunde. Unitățile care rezultă sunt de 350 KB.
Analiza digitală a datelor se face în general, în trei faze:
- Calcularea spectrului de frecvențe a datelor de putere care variază în timp
- Găsirea semnalelor utilizând recunoașterea modelului pe spectrele de putere
- Eliminarea semnalelor, care sunt, probabil, naturale sau provocate de om.

Pentru fiecare rezultat, pe server se scrie o înregistrare care descrie utilizatorul, rezultatul, timpul de CPU, etc. Un program citește aceste fișiere, acumulate într-o memorie cache actualizînd la câteva minute toate înregistrările bazei de date relevante (utilizator, țara, tipul procesorului etc). 

## Aplicația SETI@home

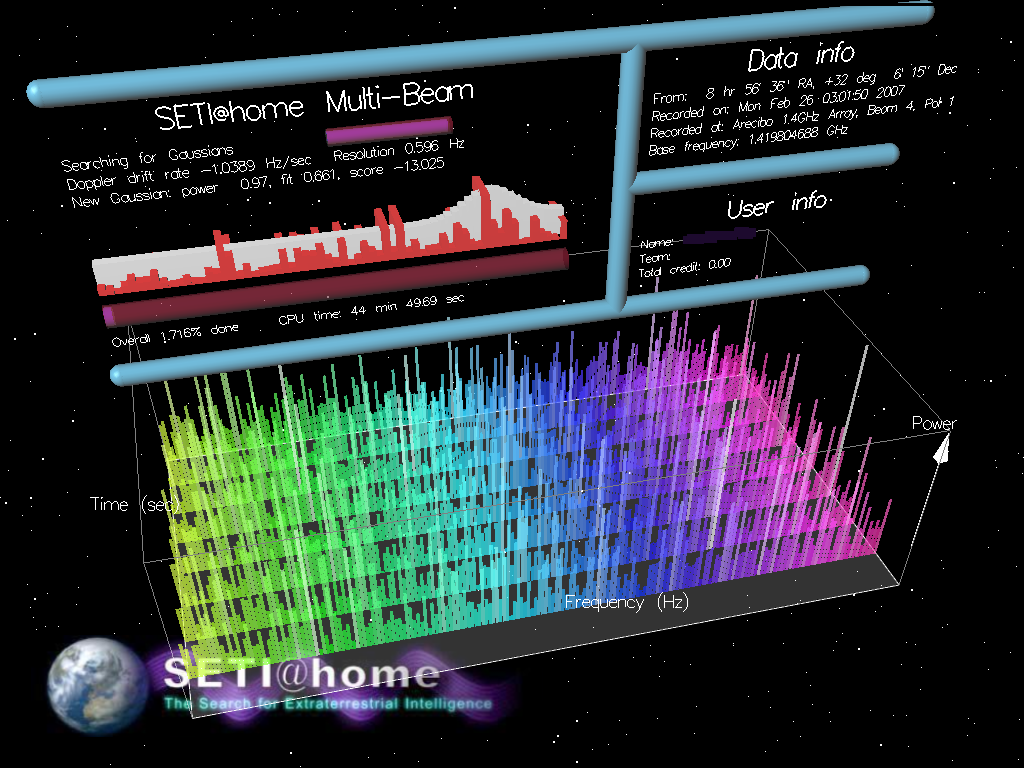
SETI@home ca screensaver

BOINC SETI@home este o aplicație GNU software multiplatformă scrisă în C++. Poate rula ca un proces de fundal, aplicație GUI, sau screensaver. Codul constă dintr-un cadru independent de platformă de calcul distribuit (6423 linii), și componente cu implementări a platformei specifice cum ar fi bibliotecă grafică (2058 linii în versiunea UNIX), cod specific de analiză a datelor SETI (6572 linii), și cod grafic specific SETI (2247 linii).

## Statistici
Cu mai mult de 5,2 milioane de participanți din întreaga lume, SETI@home este proiectul de calcul distribuit cu cel mai mare număr de participanți până în prezent. Intenția inițială a fost de a folosi între 50.000 și 100.000 de calculatoare PC. De la lansarea sa pe 17 mai 1999, proiectul a înregistrat peste două milioane de ani timp de calcul, iar la data de 26 septembrie 2001, SETI@home a efectuat un total de 1021 de operațiuni cu virgulă mobilă. Este recunoscut de Guinness World Records ca cel mai mare proces de calcul din istorie. Cu mai mult de 278,832 de calculatoare active în sistem (2,4 milioane în total) din 234 de țări, la 14 noiembrie 2009, SETI@home a avut capacitatea de o capacitate de calcul mai mare de 769 teraflops. Pentru comparație, Tianhe-2, care, în iunie 2013 a fost considerat supercomputerul cel mai rapid din lume, a ajuns la 33,86 petaflops.